# Naruneva
Naruneva är en sumpmark i Finland. Den ligger i Alajärvi i landskapet Södra Österbotten, i den centrala delen av landet, 300 km norr om huvudstaden Helsingfors.